# Souffrance chez les animaux sauvages

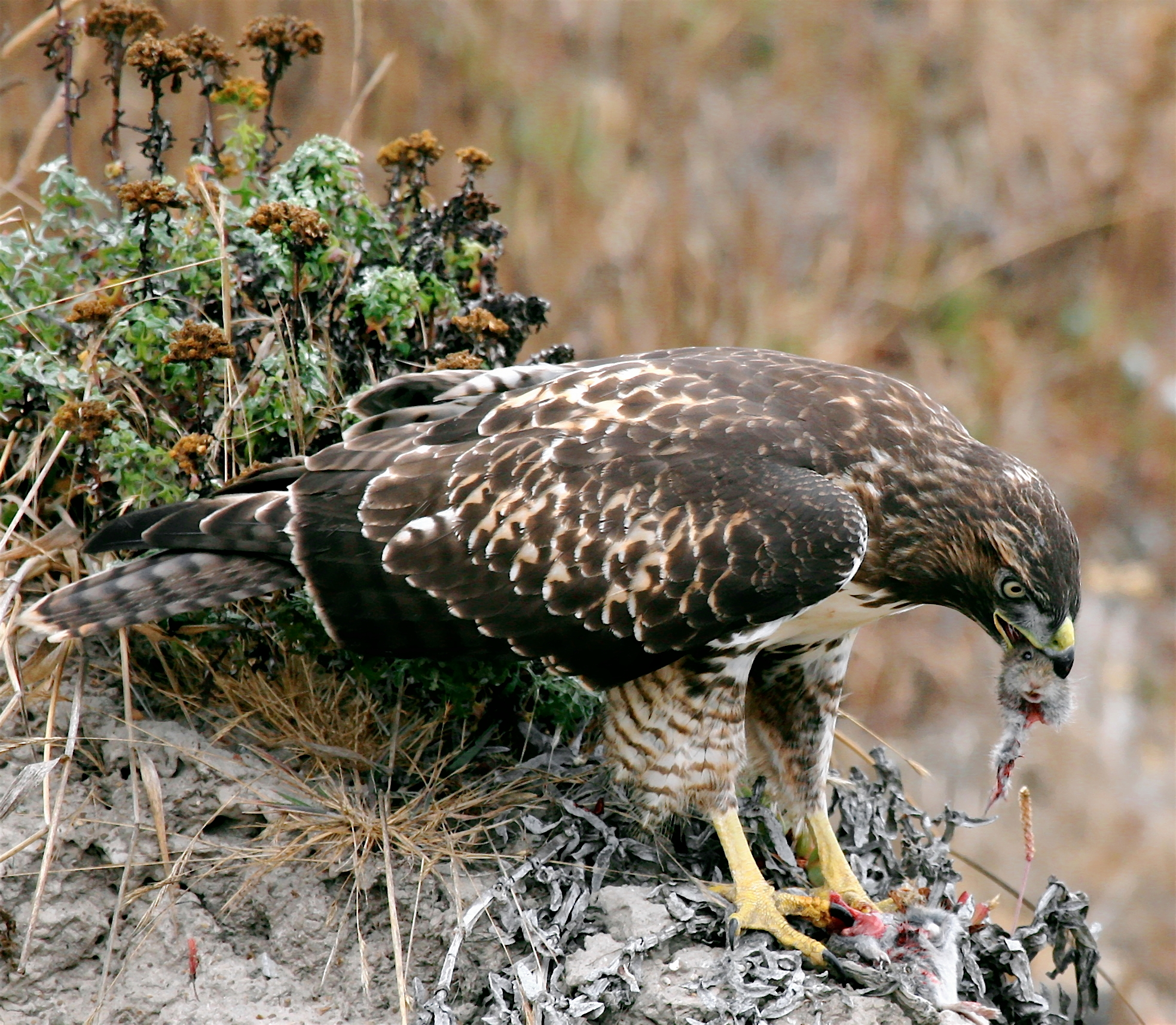
Une jeune buse à queue rousse mange un campagnol de Californie

La souffrance des animaux sauvages est la souffrance vécue par les animaux non humains dans la nature par des causes telles que les maladies, les parasites, les blessures, la famine, les catastrophes naturelles, et la prédation. La souffrance des animaux sauvages a toujours été examinée dans le contexte de la philosophie de la religion comme une instance du problème du mal,,,, Plus récemment, un certain nombre de chercheurs ont examiné l'ampleur du problème à partir du point de vue de la philosophie morale et se demandent quelles mesures pourraient être prises pour la prévenir,,,,,,,,. Ces personnes appartiennent souvent à la mouvance RWAS ("Reducing Wild Animal Suffering").
Il y a des désaccords considérables autour de ce point, car beaucoup pensent que l'intervention humaine dans la nature serait contraire à l'éthique ou irréalisable.
On peut noter que même si le cas de la prédation a souvent été le point de départ de la réflexion sur la souffrance des animaux sauvages, beaucoup d'auteurs s'intéressent à l'intégralité de la vie des animaux sauvages.

## Étendue de la souffrance dans la nature
Dans son autobiographie, Charles Darwin a reconnu que l'existence d'une souffrance importante dans la nature est entièrement compatible avec le fonctionnement de la sélection naturelle, mais a maintenu que le plaisir était le principal moteur des comportements favorisant l'adaptation. Le biologiste évolutionniste Richard Dawkins a contesté cette affirmation de Darwin dans son livre Le fleuve de la vie faisant valoir que la souffrance dans la nature doit être étendue en raison de l'interaction des mécanismes évolutifs suivants:
- La Théorie du gène égoïste : les gènes sont totalement indifférents au bien-être individuel des organismes aussi longtemps que l'ADN est transmis.
- La Survie du plus apte : la compétition pour les ressources limitées a pour effet que la majorité des organismes meurt avant de transmettre leurs gènes.
- Le concept de Catastrophe malthusienne – les périodes d'abondance au sein d'un écosystème donné mènent éventuellement à une surpopulation et à un effondrement de la population.

À partir de cela, Dawkins conclut que le monde naturel doit nécessairement contenir des quantités énormes de souffrance animale, comme une conséquence inévitable de l'évolution Darwinienne. Pour illustrer ceci il écrit:
« La quantité totale de la souffrance par année dans le monde naturel dépasse les limites de l'imagination. Pendant la minute qu'il me faut pour composer cette phrase, des milliers d'animaux se font dévorer vivants, beaucoup d'autres doivent fuir pour survivre, gémisseant de peur, d'autres encore se font dévorer de l'intérieur par des parasites, des milliers de toutes sortes meurent de faim, de soif et de maladie. Il doit en être ainsi. Si jamais advient un temps d'abondance, ce fait conduira automatiquement à une augmentation de la population jusqu'à ce que soient restaurées la famine et la misère - l'état naturel ». Sur cette base, d'autres ont fait valoir que la prédominance de la stratégie évolutive r dans la nature indique que la durée de vie moyenne d'un animal sauvage est susceptible d'être très courte et de finir avec une mort douloureuse. De ce point de vue, la durée de vie moyenne d'un animal sauvage doit donc contenir plus de souffrance que de bonheur, une mort douloureuse l'emportant sur les courts moments de bonheur vécus durant leur courte vie,.

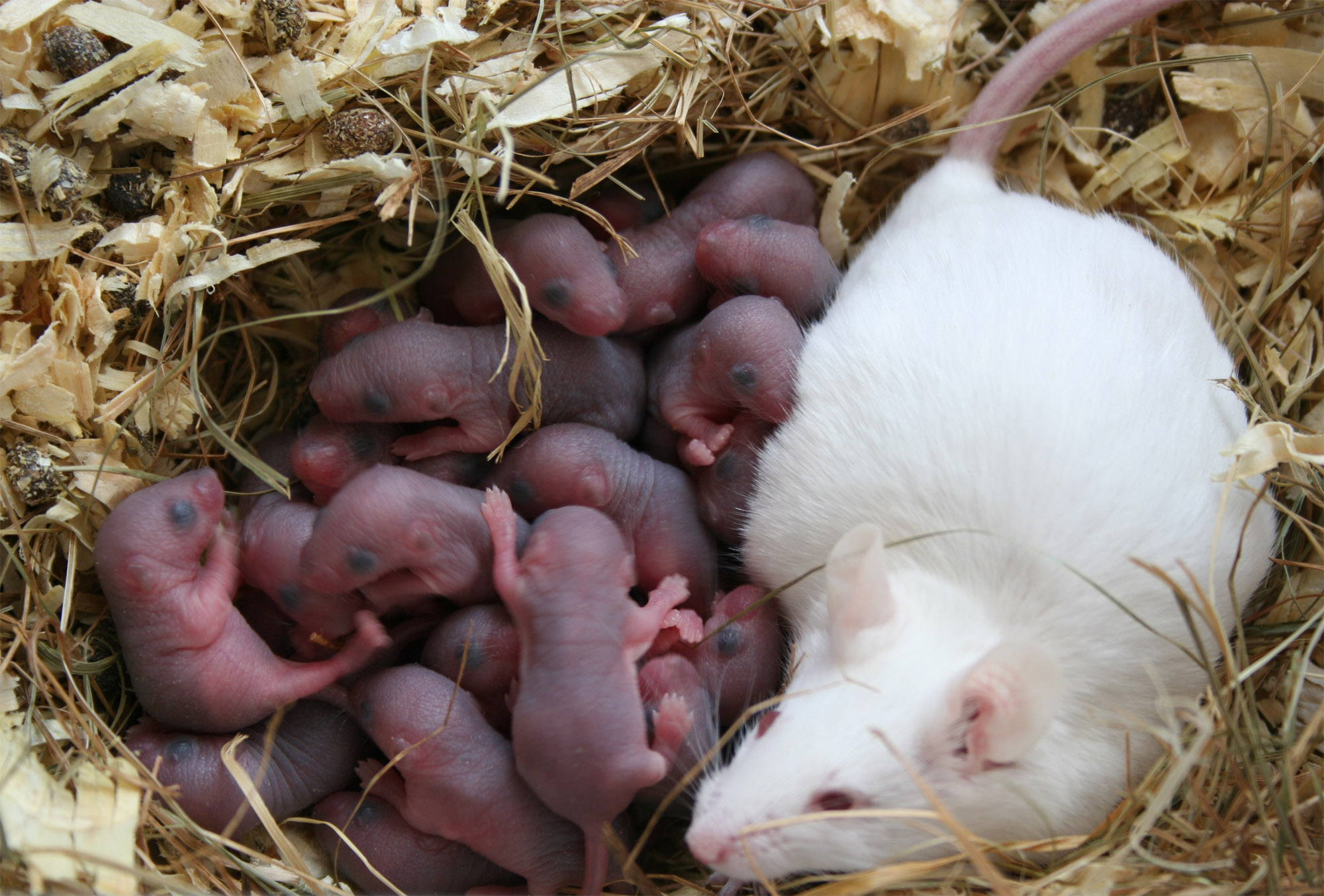
Une portée de souris avec leur mère. La reproduction de la souris suit une stratégie de sélection r, avec de nombreux enfants, une courte gestation, peu de soins parentaux, et un court intervalle de la naissance jusqu'à la maturité sexuelle.

Dans Bambi or Bessie: Are Wild Animals Happier? Christie Wilcox fait valoir que les animaux sauvages ne semblent pas être plus heureux que les animaux domestiques, en se basant sur leurs niveaux de cortisol et de réaction au stress plus élevés. De plus, contrairement aux animaux domestiques, la satisfaction des besoins des animaux sauvages n'est pas assurée par des humains. L'économiste spécialisé dans le bien-être Yew-Kwang Ng a écrit que la dynamique évolutive peut conduire à un niveau de bien-être plus bas que nécessaire pour maintenir un équilibre démographique.

## Approche historique

### Histoire de la préoccupation pour les animaux sauvages
Le philosophe allemand Arthur Schopenhauer insistait fréquemment sur l'étendue de la souffrance dans la nature.
"Quiconque souhaitant sommairement mettre à l’épreuve l’idée que dans le monde, la jouissance dépasse la douleur, voire que les deux sont égales, devrait comparer les émotions d’un prédateur avec celles de sa proie.".
Dans son essai "Sur la Nature", le philosophe utilitariste John Stuart Mill a écrit à propos de la souffrance dans la nature et du devoir de lutter contre elle : « En vérité, presque toutes les choses pour lesquelles les hommes sont pendus ou emprisonnés sont des spectacles quotidiens dans la nature. [...] Les phrases qui attribuent une perfection au cours de la nature ne peuvent être considérées que comme des exagérations d'un sentiment poétique, et ne sont pas prévues pour résister à l'épreuve d'un examen sérieux. Personne, religieux ou athée, ne croit que les actions cruelles de la nature, considérées comme un tout, ne servent des buts valables autrement qu'en incitant les créatures rationnelles et humaines à s'élever et à lutter contre elles.
[...] Toute indication d'un plan bienfaisant dans la nature prouve que cette bienfaisance est munie d'un pouvoir limité et que le devoir de l'être humain est de coopérer avec les forces bienfaisantes, non pas en les imitant, mais en tentant de modifier perpétuellement le cours de la nature en amenant la partie sur laquelle nous pouvons exercer un contrôle à se conformer à un standard plus élevé de justice et de bonté. » L'écrivain anglais et naturaliste Henry Stephens Salt a écrit un chapitre entier sur le sort des animaux sauvages, dans son livre "Animal's Rights: Considered in Relation to Social Progress". Il écrit : « It is of the utmost importance to emphasize the fact that, whatever the legal fiction may have been, or may still be, the rights of animals are not morally dependent on the so-called rights of property; it is not to owned animals merely that we must extend our sympathy and protection. [...]
To take advantage of the sufferings of animals, whether wild or tame, for the gratification of sport, or gluttony, or fashion, is quite incompatible with any possible assertion of animals' rights. » Salt soutenait que les humains sont justifiés de tuer des animaux sauvages en légitime défense, mais que "[...] nous ne sommes pas justifiés de tuer sans nécessité - encore moins de torturer - quelque créature innocente que ce soit". Il avançait que ceci s'applique également aux insectes : "Nous sommes incapables de donner la vie et ne devons donc pas l'enlever à l'insecte le plus répugnant sans raison".
En 1991, le philosophe de l'environnement Arne Naess a critiqué ce qu'il appelait "le culte de la nature" dans les attitudes contemporaines et historiques face à la souffrance dans la nature. Il soutenait que nous devons confronter la réalité de la vie sauvage et que nous devrions être préparés à interférer avec les processus naturels lorsque possible pour soulager la souffrance dans la nature.

### Pertinence pour le problème du mal en théologie
Le problème du mal a été étendu au-delà des affaires humaines pour inclure la souffrance des animaux au cours de l'évolution. Il s'agit d'une difficulté additionnelle puisque les animaux ne sont pas coupables du péché originel.

## Argument pour l'intervention
Certains penseurs se sont demandé si nous devrions accepter les torts subis par les animaux sauvages ou tenter d'agir pour les prévenir. Le fondement moral pour les interventions visant à réduire la souffrance des animaux sauvages peut être basé sur le concept de droits ou sur celui de bien-être. Du point de vue de la théorie des droits, si les animaux ont un droit à la vie ou à l'intégrité physique, l'intervention pourrait être nécessaire pour empêcher que ces droits soient violés par d'autres animaux.
Du point de vue de la théorie du bien-être, un devoir d'intervenir peut être établi s'il est possible de prévenir une portion de la souffrance sans en causer davantage. Les défenseurs de l'intervention dans la nature soutiennent que la non-intervention est incohérente avec chacune de ces approches.

## Critiques de l'idée d'intervention, et réponses

### Les écosystèmes comme bons en soi
Holmes Rolston III soutient que seule la souffrance non-naturelle est une mauvaise chose et que les humains n'ont pas le devoir d'intervenir dans les contextes naturels Il se réjouit de l'existence des carnivores dans la nature en raison de leur influence sur les écosystèmes. D'autres ont soutenu que les humains ont un devoir de protéger les autres humains de la prédation parce que les sociétés humaines font partie du monde culturel plutôt que du monde naturel et que des règles différentes s'appliquent à ces situations différentes,. D'autres encore affirment que les proies remplissent leur fonction naturelle.

### La souffrance des animaux sauvages commereductio ad absurdum
L'idée que les humains seraient également obligés d'intervenir dans la nature a été avancée comme un reductio ad absurdum contre le mouvement pour les droits des animaux. Le raisonnement est le suivant : si les proies ont des droits, les humains seraient obligés d'intervenir dans la nature pour protéger leurs droits, ce que certains jugent absurde, Une objection à cet argument consiste à souligner que l'on ne présente pas l'intervention dans la nature pour sauver des humains de la prédation comme étant absurde, ce qui reviendrait à traiter les animaux non-humains de façon différente sans justification.
D'autres objections au reduction ad absurdum existent. Steve F. Sapontzis (en) dit que la majeure raison pour laquelle nous trouverions absurde de nous opposer à la prédation, c'est que nous voulons garder les choses à leur place dans la nature, raison qui a notamment été formulée contre l'émancipation des noirs, contre le contrôle des naissances, et contre les droits politiques des femmes. Il note aussi que selon toutes les manières dont on définit ce qui est absurde (absurdité logique, factuelle, contextuelle, théorique, contre nature, pratique), on ne peut pas effectuer de reduction ad absurdum efficace contre le mouvement des droits des animaux.

### L'idée de souveraineté des animaux sauvages
Pour certains auteurs, comme Sue Donaldson et Will Kymlicka dans Zoopolis, les humains ne devraient pas effectuer d'intervention massive chez les animaux sauvages car cela nuirait à leur capacité à se gouverner eux-mêmes, et ce serait accaparer la souveraineté des animaux sauvages. Christiane Bailey, quant à elle, soutient que certains animaux sauvages, notamment les animaux prosociaux, ont les critères suffisants pour être considérés comme des agents moraux, c'est-à-dire des individus capables d'émettre des jugements moraux et d'avoir des responsabilités. Intervenir pour leur bien serait donc réduire les animaux sauvages à des êtres incapables de prendre des décisions par eux-mêmes.
Cependant, d'autres auteurs rejettent cette idée. Oscar Horta souligne le fait que même si certains individus peuvent former des groupes souverains, la grande majorité des animaux sauvages sont soit des animaux solitaires, soit des r-sélecteurs, dont la population varie grandement d'une année à l'autre et dont la plupart des interactions seraient l'amensalisme, le commensalisme, l'antagonisme ou la compétition. La plupart des animaux sauvages ne formeraient donc pas de communautés souveraines si l'on reprend les critères établis pas Donaldson et Kymlicka.

### Analogie avec le colonialisme
Estiva Reus, dans son essai « Éliminer les animaux pour leur bien: promenade chez les réducteurs de la souffrance dans la nature », relève le voisinage qui existe, sous un certain angle, entre l’esprit qui animait les défenseurs du colonialisme comme facteur de progrès pour les peuples colonisés, et celui qui inspire les partisans de la réforme de la nature dans l’intérêt des animaux sauvages: les tenants des deux positions estiment avoir le droit et le devoir, du fait de leurs compétences supérieures, de modeler l’existence d’êtres incapables de remédier par leurs propres moyens  aux maux qui les accablent. Cependant, Thomas Lepeltier note que « si la colonisation est à critiquer c’est parce que, au-delà des beaux discours, elle fut une entreprise de spoliation et d’exaction s’exerçant avec une très grande cruauté ». Or, les interventionnistes n'interviennent pas dans les milieux naturels à leur profit, car, dit l'auteur, les interventionnistes n'auraient rien à gagner en intervenant dans la nature. Il avance aussi l'idée que les interventionnistes seraient conscients de leurs doutes par rapport aux animaux sauvages, et qu'il n'agiraient pas en les considérant comme des êtres rudimentaires et simples à comprendre, contrairement à la vision qu'auraient pu avoir les anciens colonisateurs vis-à-vis des populations colonisées.

### Critiques sur la mise en pratique de l'intervention
Une objection fréquente à l'intervention dans la nature est qu'elle serait impossible en pratique, en raison de la quantité de travail nécessaire ou encore parce que la complexité des écosystèmes empêche de déterminer si une intervention serait bénéfique une fois tenu compte de tous ses effets Aaron Simmons a soutenu que nous ne devrions pas intervenir parce que ceci pourrait mener à des conséquences non-voulues, comme l'endommagement des écosystèmes, l'interférence avec les projets humains ou la multiplication des morts d'animaux. Le philosophe Peter Singer a soutenu que l'intervention dans la nature serait justifiée si l'on pouvait être raisonnablement confiant qu'elle réduirait la souffrance et la mort des animaux sauvages à long terme. En pratique, cependant, Singer met en garde contre l'interférence dans les écosystèmes parce qu'il craint que celle-ci cause plus de mal que de bien,.
D'autres auteurs contestent les affirmations de Singer à propos du résultat probable de l'intervention dans la nature, et soutiennent que l'on peut s'attendre à ce que certains types d'intervention aient de bonnes conséquences en général. L'économiste Tyler Cowen cite des exemples d'espèces animales dont l'extinction n'est pas généralement considérée comme ayant été mauvaise pour le monde. Cowen note également que, dans la mesure où les humains interviennent déjà dans la nature, la question pertinente n'est pas de savoir si nous devrions intervenir ou non, mais quelles formes d'interventions nous devrions favoriser. Le philosophe Oscar Horta écrit également qu'il y a déjà beaucoup de cas où nous intervenons dans la nature pour d'autres raisons, comme les intérêts des humains et la préservation de l'environnement. Similairement, le philosophe Jeff McMahan soutient qu'étant donné que les humains sont déjà en train de causer des changements massifs et précipités dans le monde naturel, nous devrions favoriser les changements qui permettent la survie des espèces herbivores plutôt que carnivores.

## L'interventionnisme dans la pratique

### Assistance active
Les interventions peuvent consister à fournir des soins médicaux aux animaux malades ou blessés, et de venir en aide aux animaux victimes de catastrophes naturelles.
Une autre idée suggérée est de fournir des contraceptifs aux animaux sauvages, ce qui diminuerait la compétition entre les individus et agrandirait l'espérance de vie de chacun.

### Question de la prédation
Certains suggèrent de faire disparaître les prédateurs des zones sauvages,, notamment par contrôle des naissances, et de s'abstenir de ré-introduire des prédateurs. Les auteurs entendent rarement une disparition rapide, car les prédateurs ont un impact sur l'écosystème entier, et il faudrait s'assurer de ne pas faire plus de mal que de bien. L'une des solutions pour remplacer le caractère régulant de la prédation serait d'effectuer un contrôle des naissances sur les proies, afin d'entraîner moins de préjudices aux proies que le ferait un prédateur.
Peter Vallentyne suggère que, même si les humains ne devraient pas éliminer les prédateurs dans la nature, ils pourraient intervenir pour aider les proies de façon limitée. Comme nous aidons les humains dans le besoin quand cela est peu coûteux pour nous, nous devrions aider certains animaux sauvages dans certains contextes.

### Raréfaction de la vie sauvage
Pour Brian Tomasik, la vie des animaux sauvages contient en moyenne plus de souffrance que de bonheur, et d'après une approche utilitariste, ou utilitariste négative une telle vie ne vaut pas la peine d'être vécue. Si c'est le cas, nous devrions chercher à raréfier la vie sauvage plutôt qu'à la préserver ou à l'étendre, notamment en soutenant la pêche intensive et l'extension humaine. Cette idée a été reprise par d'autres pour montrer que le mouvement RWAS est un mouvement dangereux,. Mais Brian Tomasik souligne le fait que nous adoptons le même raisonnement vis-à-vis des animaux d'élevage intensif : nos préférerions qu'ils n'existent pas si c'est pour vivre une vie pénible. Oscar Horta s'oppose à l'idée couramment admise que la raréfaction de la vie sauvage serait un tort. Il dit que si la vie des animaux sauvages est quelque chose de bien, alors il n'est pas évident que leur absence soit quelque chose de mal ; mais si leur vie est négative, alors il fait plutôt consensus chez les éthiciens des populations qu'il vaut mieux que cette vie n'existe pas.
D'autres auteurs se montrent plus réticents à l'idée de raréfier ou de faire disparaître la vie sauvage. Pour Thomas Lepeltier, nous devrions avant tout chercher à améliorer la vie des animaux sauvages et de faire qu'elle soit agréable plutôt que de chercher à la faire disparaître, si encore on admettait le point contestable qu'elle est mauvaise.

### La biologie du bien-être
La biologie du bien-être a commencé à être nommée comme telle en 1995 part l'économiste Yew-Kwang Ng. Cette discipline a pour but d'accumuler un grand nombre de connaissances qui permettraient d'intervenir plus efficacement et avec moins d'incertitudes pour le bien des animaux sauvages. Elle comprend des domaines d'étude comme l'écologie, la science du bien-être animal, la zoologie, l'éthologie et l'étude de la sentience.

### Interventions sûres
Selon plusieurs membres du RWAS, il serait possible d'effectuer des interventions dont on sera plutôt certains qu'elle entraînera des conséquences positives. Hollis Howe préconise de modifier la composition des insecticides utilisés dans l'agriculture afin d'offrir une mort moins douloureuse aux insectes concernés, sans pour autant modifier l'effet de ces insecticides sur les populations, pour être sûr de ne pas entraîner des conséquences pires. S'opposer aux élevages intensifs d'insectes est aussi une autre voie envisagée. Nous pourrions corriger nos rapports avec les animaux urbains, en passant d'une gestion létale des populations à une gestion contraceptive.
De façon générale, les interventions seraient d'autant plus sûres qu'elles seraient réversibles.

### Conflits potentiels entre les droits des animaux et l'environnementalisme
Il a été avancé que le but environnementaliste général consistant à préserver l'ordre naturel est incompatible avec la volonté de s'occuper du bien-être des animaux sensibles. Les exemples de ce conflit incluent les campagnes de chasse aux espèces invasives soutenues par les environnementalistes des militants pour les droits des animaux soutenant l'extinction contrôlée pour la modification génétique des carnivores ou des espèces à reproduction de type r, des militants pour les droits des animaux défendant la réduction de la superficie des espaces sauvages ou s'opposant à leur expansion parce que la majorité de la souffrance animale s'y produirait.
Cependant, il peut être avancé que certaines interventions visent à transformer des écosystèmes présents en autres écosystèmes où les animaux sont plus heureux, ou alors à choisir les écosystèmes où le bien-être des animaux est le mieux assuré lors des politiques d'aménagement du territoire. Selon ceux qui promeuvent ces solutions, ce type d'intervention n'entrera pas en conflit avec les valeurs écocentrées.

### Exemples d'interventions historiques
En 2002, le gouvernement australien entrepris de tuer 15 000 kangourous enfermés dans le périmètre d’une base militaire nationale, et qui se trouvaient dans un état de surpopulation et de famine.
En 2016, 350 hippopotames et buffles d'Afrique au Parc National Kruger ont été tués par les autorités pendant une famine. Un des motifs pour l'action était d'épargner la souffrance à ces animaux.
En 2018, une équipe de tournage de la BBC est intervenue en Antarctique pour creuser une rampe d'accès dans la neige pour permettre à un groupe de manchots de sortir d'un ravin.

## Dans la culture
- Beat Sterchi (de), La Vache (roman) (de) (1983)[64]